# Lingue papuasiche orientali
Il termine Lingue papuasiche orientali (in inglese East Papuan languages), venne proposto nel 1975 da Stephen Wurm e da altri linguisti per designare l'insieme di lingue parlate sulle isole situate ad est della Nuova Guinea, in particolare in Nuova Britannia, Nuova Irlanda, Bougainville e nelle isole Salomone e Santa Cruz.
Si trattava di 36 lingue che si pensava potessero derivare da un unico antenato comune, ripartite in tre rami principali: Bougainville, Isole del Reef-Santa Cruz e Yele-Salomons-Nuova Bretagna. Tutte queste lingue, infatti, ad eccezione della lingua yele e della lingua sulka, fatto una distinzione di genere tra i pronomi, che si ritrova anche in numerose lingue "papuasiche" della Nuova Bretagna appartenenti alla famiglia linguistica austronesiana.  Questo sembrerebbe suggerire l'esistenza di una lingua locale pre-austronesiana.
Tuttavia gli studi successivi non hanno confermato l'ipotesi di Wurm: mancano infatti elementi che permettano di stabilire una relazione genetica tra i popoli parlanti queste lingue. Addirittura alcune delle lingue del seguente elenco (quelle segnate con un asterisco) non mostrano che poche somiglianze nel vocabolario (tra il 2 e il 3 % le parole di presunta origine comune) con le altre lingue interessate; Dunn nel 2005 ha dimostrato a questo proposito che queste "somiglienze" hanno la medesima probabilità d'essere dovute al caso che ad una parentela linguistica. Attualmente la maggior parte delle lingue papuasiche orientali vengono considerate come lingue isolate. Inoltre le lingue appartenenti al ramo Reef Islands-Santa Cruz  e quelle, estinte, del gruppo Lingue kazukuru sono ormai state collocate nel gruppo delle lingue oceaniche della famiglia austronesiana.
Se si considera che le isole interessate sono popolate da almeno 35000 anni, non sorprende che le lingue che vi sono parlate presentino una considerevole diversità. Detto ciò, Malcolm Ross, comparando il sistema pronominale di 19 di queste lingue, ha dimostrato che molti dei sottinsiemi proposti da Wurm potrebbero costituire famiglie a sé stanti. Di seguito vengono proposte le, ancor discusse, classificazioni di Wurm e di Ross.

## Classificazione proposta da Wurm
- Bougainville (13 lingue, Papua-Nuova Guinea) :
  - Lingue bougainville meridionali (9 lingue), proposte come ramo orientale ma ormai considerate come una famiglia distinta:
    - Gruppo buin (3 lingue) :
      - Terei
      - Siwai
      - Uisai

    - Gruppo nasioi (6 lingue) :
      - Koromira
      - Lantanai
      - Nasioi
      - Sibe
      - Oune
      - Simeku

  - Lingue bougainville settentrionali (4 lingue), proposte come ramo occidentale ma ormai considerate come una famiglia distinta:
    - Keriaka: Ramopa
    - Rapoisi
    - Rotokas (2 lingue) :
      - Askopan
      - Rotokas
- Gruppo Reef Islands-Santa Cruz (3 lingue, isole Salomone), ora classificate come lingue austronesiane:
  - Ayiwo
  - Nanggu
  - Santa Cruz
- Ramo yele-salomone-nuova-bretagna (20 lingue) :
  - Nuova Bretagna (12 lingue, Papua-Nuova Guinea)
    - Anem, ora collocate nella famiglia lingue yele-nuova britannia occidentale con la lingua pele-ata e la lingua yele
    - Gruppo baining-taulil (7 lingue), ormai considerate come famiglia a sé stante, denominata della “Nuova Bretagna orientale” :
      - Qaqet
      - Kairak
      - Mali
      - Lingua simbali
      - Lingua taulil
      - Lingua ura
      - Makolkol

    - Lingua kol,
    - Lingua kuot e
    - Sulka, ormai considerate lingue isolate
    - Wasi: pele-ata, ora collocate nella famiglia Lingue yele-nuova britannia occidentale con la Lingua anem e la Lingua yele

  - Yele-Solomone (8 lingue, isole Salomone) :
    - Lingue  Solomone centrale (4 lingue), ormai considerate come famiglia a sé stante:
      - Lingua bilua
      - Lingua lavukaleve
      - Lingua savosavo
      - Lingua touo

    - Gruppo kazukuru (3 lingue scomparse), ormai classificate come lingue austronesiane :
      - Lingua dororo
      - Lingua guliguli
      - Lingua kazukuru

## Classificazione di Ross (2005)

### Famiglie
- ? Lingue yele-nuova britannia occidentale

|                      | Lingua yele * — Louisiade                                                                                                   |
|                      | |
| West Nuova Britannia | \| \| Lingua anem lat* — Nuova Britannia \| \| \| \| \| \| Lingua pele-ata (ata, wasi) isolat* — Nuova Bretagna \| \| \| \| |
|                      | \| \| Lingua anem lat* — Nuova Britannia \| \| \| \| \| \| Lingua pele-ata (ata, wasi) isolat* — Nuova Bretagna \| \| \| \| |
|                      | Lingua anem lat* — Nuova Britannia                                                                                          |
|                      | |
|                      | Lingua pele-ata (ata, wasi) isolat* — Nuova Bretagna                                                                        |
|                      | |

|  | Lingua anem lat* — Nuova Britannia                   |
|  |                                                      |
|  | Lingua pele-ata (ata, wasi) isolat* — Nuova Bretagna |
|  |                                                      |

- Lingue baining-taulil

|  | Baining : mali*, qaqet, kairak, simbali, taulil**, butam (éteint)**, ura, malkolkol |
|  |                                                                                     |

- Lingue bougainville settentrionali — Bougainville

|  | \| \| Lingua keriaka isolat \| \| \| \| \| \| Lingua konua (rapoisi) isolat** \| \| \| \| \| \| Rotokas: Lingua rotokas*, Lingua eivo \| \| \| \| |
|  | |
|  | Lingua keriaka isolat |
|  | |
|  | Lingua konua (rapoisi) isolat** |
|  | |
|  | Rotokas: Lingua rotokas*, Lingua eivo |
|  | |

- Lingue bougainville meridionale — Bougainville

| Buin | \| \| Lingua buin isolat* \| \| \| \| \| \| Lingua motuna (siwai) isolat* \| \| \| \| \| \| Lingua uisai isolat \| \| \| \| |
|      | \| \| Lingua buin isolat* \| \| \| \| \| \| Lingua motuna (siwai) isolat* \| \| \| \| \| \| Lingua uisai isolat \| \| \| \| |
|      | Nasioi : Lingua koromira, Lingua lantanai, Lingua naasioi*, Lingua nagovisi (sibe)**, Lingua oune, Lingua simeku            |
|      | |
|      | Lingua buin isolat* |
|      | |
|      | Lingua motuna (siwai) isolat*                                                                                               |
|      | |
|      | Lingua uisai isolat |
|      | |

|  | Lingua buin isolat*           |
|  |                               |
|  | Lingua motuna (siwai) isolat* |
|  |                               |
|  | Lingua uisai isolat           |
|  |                               |

- Lingue delle Salomone centrali

|  | \| \| Lingua bilua isolat* — isole Vella Lavella \| \| \| \| \| \| Lingua touo (baniata) isolat* — Nuova Georgia \| \| \| \| \| \| Lingua lavukaleve isolat* — isole Russell \| \| \| \| \| \| Lingua savosavo isolat* — Savo \| \| \| \| |
|  | |
|  | Lingua bilua isolat* — isole Vella Lavella |
|  | |
|  | Lingua touo (baniata) isolat* — Nuova Georgia |
|  | |
|  | Lingua lavukaleve isolat* — isole Russell |
|  | |
|  | Lingua savosavo isolat* — Savo |
|  | |

* Dunn et al. Non sono riusciti a trovare somiglianze tra i vocabolari di queste quindici lingue.
** Ross si è interessato a queste quattro lingue, in più di 15 studi come riportato da r Dunn e al.

### Isolate
Tre lingue, qui elencate, sono tuttora considerate isolate. Nel caso la famiglia Lingue yele-nuova britannia occidentale si rivelasse inesistente, le lingue di questa famiglia passerebbero anch'esse ad essere considerate isolate.
Lingua sulka isolata -  Nuova Bretagna (pochi dati disponibili; discussa una possibile parentela del sulka con il kol e il baining)
Lingua kol isolata -  Nuova Bretagna
Lingua kuot (panaras) isolata - Nuova-Irlanda